# فهرست شخصیت‌های مردگان متحرک

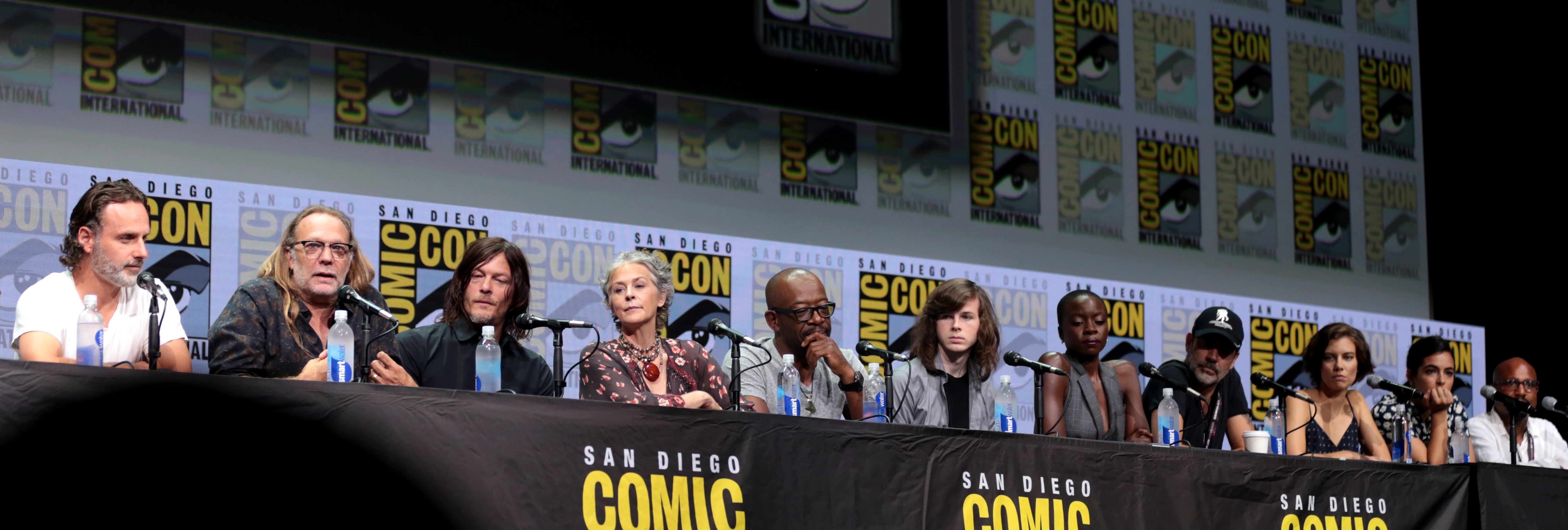
از چپ به راست: اندرو لینکلن (ریک گرایمز), گریگوری نیکوترو (تهیه‌کننده), نورمن ریدس (درل), ملیسا مک‌براید (کارول), لنی جیمز (مورگان), چندلر ریگز (کارل), دانای گوریرا (میشون), جفری دین مورگان (نیگان), لورن کوهن (مگی), آلانا مسترسن (تارا) و ست گیلیام (گابریل)، در سال ۲۰۱۷ در کامیک-کان سن دیگو

مردگان متحرک یک مجموعهٔ تلویزیونی آمریکایی ساختهٔ فرانک دارابونت است. این مجموعه بر اساس کتاب مصور مردگان متحرک، اثر رابرت کرکمن ساخته شده‌است. این سریال ۱۱ فصل دارد. بر اساس این سریال، اسپین‌اف‌های زیادی مانند سریال از مردگان متحرک بترسید ساخته شده‌است.

## شخصیت‌های اصلی

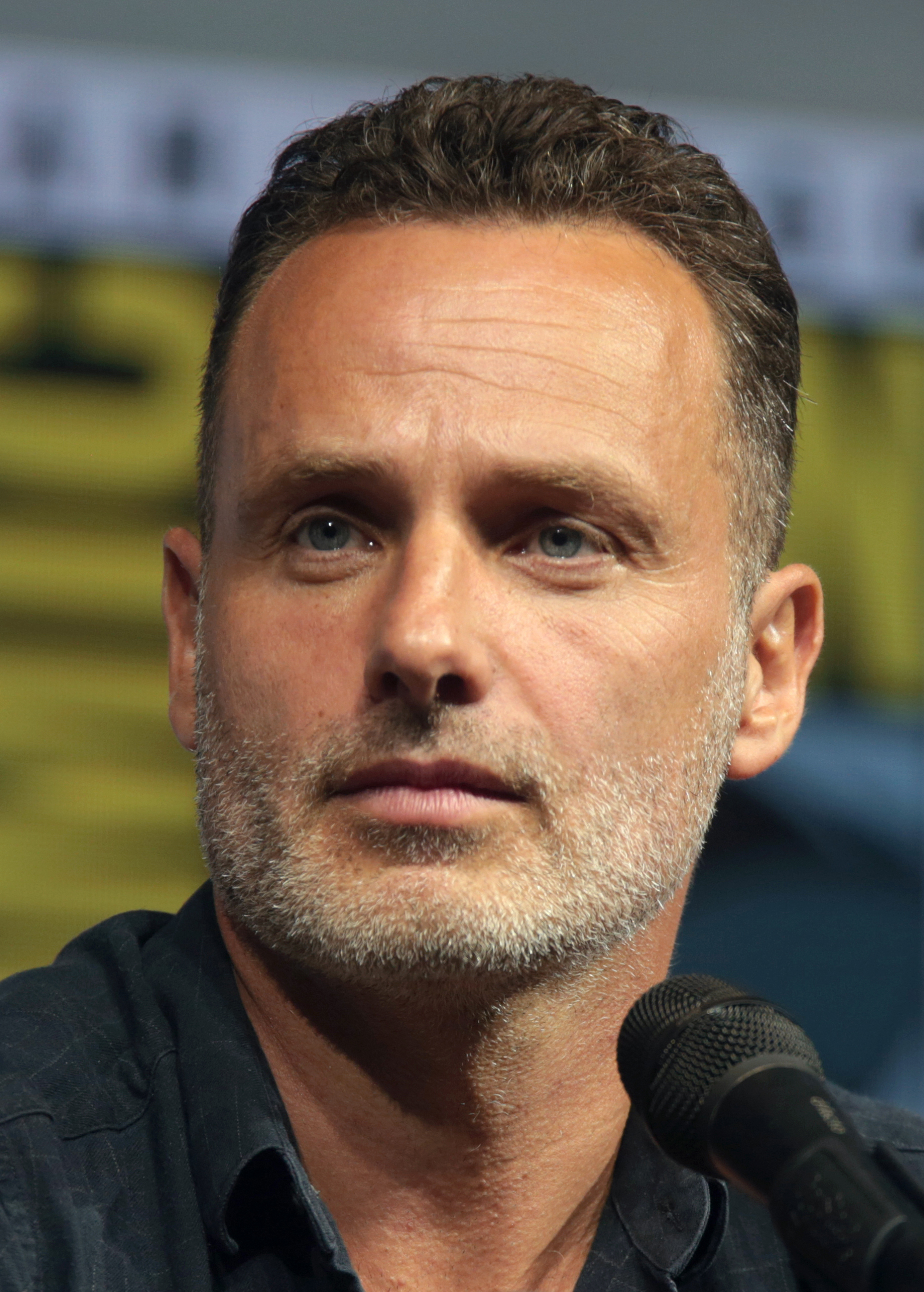
اندرو لینکلن

| نام شخصیت | نام بازیگر     | اولین حضور   |  | فصل‌ها                             |
| --- | -------------- | ------------ |  | --------------------------------- |
| ریک گرایمز | اندرو لینکولن  | قسمت ۱ فصل ۱ |  | ۱، ۲، ۳، ۴، ۵، ۶، ۷، ۸، ۹         |
| اندرو لینکلن شخصیت اصلی این مجموعه است. او معاون کلانتر سابق در شهر کوچکی در ایالت جورجیا بود. او یک مرد تمام عیار است. او باهوش، آرام، دادگر، یک ورزشکار، یک دوست خوب، پدری خوب و همسری خوب است اما کامل نیست. او بیشتر مشکلات را سیاه و سفید می‌بیند و اغلب مشکلات را با لجاجت به قانون‌های محکم اخلاقی شخصی خود مرتبط می‌کند که همیشه منجر به گرفتن بهترین تصمیم نمی‌شود. او یک رهبر بالفطره است که بازماندگان همراه او در همهٔ دشواری‌ها به او رو می‌کنند و به راهنمایی‌های او اطمینان دارند حتی هنگامی که او به خودش شک دارد. نقش فراگیر ریکی او را به انجام دادن درست‌ترین کار و حفاظت از افرادی که نمی‌توانند از خود محافظت کنند، وادار می‌کند و این امر ممکن است سبب می‌شود که او از خانواده‌اش دور بیفتد و در رابطهٔ زناشویی و رابطه‌اش با پسرش کارل، تنش ایجاد شود. |                |              |  |                                   |
| لوری گرایمز | سارا وین کالیز | قسمت ۱ فصل ۱ |  | ۱، ۲، ۳                           |
| لوری همسر ریک و مادر کارل و جودیت است.مهربان و همدل، لوری مرکز احساس گروه بازماندگان است. با این وجود که تمام جهان اطراف آن‌ها در هرج و مرج است لوری به انسانیت و مبارزه برای حفظ نجابت و آیین‌های انسانیت وفادار است. او به هر کسی که دچار مصیبت شده دلداری می‌دهد. گرچه او با شِین همبستر شده بود وقتی که فکر می‌کرد همسرش مرده‌است، اما هنگامی که ریک بازگشت دوباره نزد او برگشت. او به شدت مراقب پسرش کارل است. در فصل دوم او باردار است و گمان می‌رود که بچه متعلق به شِین است. او در قسمت‌های نخستین فصل ۳ هنگام زایمان می‌میرد و کارل به سرش شلیک می‌کند. |                |              |  |                                   |
| کارل گرایمز | چندلر ریگز     | قسمت ۱ فصل ۱ |  | ۱، ۲، ۳، ۴، ۵، ۶، ۷، ۸            |
| کارل پسر ریک و لوری است. او پدرش را می‌پرستد و مانند هر بچه‌ای دیگری باور دارد که پدرش نابودنشدنی است و این ایمان کورکورانه به پدرش مایهٔ آرامش و آسایش خاطر مادرش است که به بازگشت ریک مطمئن نیست. او پیاپی با واقعیت‌های دنیای جدید خشن و ناگوار روبرو می‌شود. او رفته رفته بزرگ می‌شود و پدر را در تمامی لحظات همراهی می‌کند. اما اقتضای او در محیط خشن و کشت و کشتار از بین می‌رود. |                |              |  |                                   |
| دریل دیکسون | نورمن ریداس    | قسمت ۳ فصل ۱ |  | ۱، ۲، ۳، ۴، ۵، ۶، ۷، ۸، ۹، ۱۰، ۱۱ |
| دریل برادر مریل، فردی خشن است اما باطنی صاف و دلی مهربان دارد تا جایی که می‌تواند جانشان را برای زنده نگه داشتن بقیه اعضای گروه بدهد. او و سلاحش که یک کمان زنبورکی است هیچ‌وقت جدا نمی‌شوند. دریل و کارول در بین داستان رابطه‌ای ضعیف را شروع کرده‌اند. |                |              |  |                                   |
| مریل دیکسون | مایکل راکر     | قسمت ۲ فصل ۱ |  | ۱، ۲، ۳                           |
| مریل دیکسون برخلاف برادرش دریل آدم بدجنس و بد طینتی است. او در فصل اول معرفی شد و با حضور کوتاهی در فصل دوم دوباره درخاطر بیننده‌ها ماند اما حضور پررنگ تری در فصل سوم داشت، او شخصیتی خاکستری دارد که در نهایت بدست یکی از شروران داستان کشته می‌شود. |                |              |  |                                   |
| کارول پلیتر | ملیسا مک‌براید  | قسمت ۳ فصل ۱ |  | ۱، ۲، ۳، ۴، ۵، ۶، ۷، ۸، ۹، ۱۰، ۱۱ |
| کارول زنی که درد و رنج‌های زیادی کشیده، همسری داشت که او را شکنجه می‌داده و کتک می‌زده اما همسرش در فصل اول به‌دست مردگان متحرک کشته می‌شود و دخترش در فصل دوم گم شده و او را مرده می‌یابند. زنی دلسوز، مهربان و خانه‌دار است که رفته رفته شخصیت قوی او ظاهر می‌شود. |                |              |  |                                   |
| دیل هوارث | جفری دی‌مان     | قسمت ۱ فصل ۱ |  | ۱، ۲                              |
| مردی پیر که می‌خواهد انسانیت اعضای گروه را حفظ کند. وی بازماندگان را نصیحت کرده و سعی می‌کند آن‌ها را در مسیر درستی قرار دهد. او آندریا و خواهرش را دختر خوانده‌های خود می‌داند اما تا فصل دوم دوام میاورد و جای خود را به هرشل می‌دهد. |                |              |  |                                   |
| گلن ری | استیون ین      | قسمت ۲ فصل ۱ |  | ۱، ۲، ۳، ۴، ۵، ۶٬۷                |
| گلن، پسر جوان کره‌ای است که یک پیک موتوری ساده در شهر آتلانتا بوده‌است. او ریک را نجات داده و او را به گروهی از بازماندگان که همسر و فرزند ریک نیز در بین آن‌هاست می‌برد. او تخصص خاصی در پیدا کردن راه‌های فرار دارد. در فصل دوم عاشق دختر مزرعه‌داری به نام مگی می‌شود و در فصل سوم با وی ازدواج می‌کند. گلن سرانجام به‌شکل بی‌رحمانه‌ای توسط نیگان کشته می‌شود. |                |              |  |                                   |